# Stefanie Joos
Stefanie Joos (* 1970 in Karlsruhe) ist eine deutsche Medizinerin. Seit 2015 ist sie Lehrstuhlinhaberin für Allgemeinmedizin in Tübingen und leitet das Institut für Allgemeinmedizin und interprofessionelle Versorgung der Universität.

## Leben
Stefanie Joos studierte von 1990 bis 1997 Medizin an der Ruprecht-Karls-Universität in Heidelberg. Studienaufenthalte führten sie in diesen Jahren auch nach Indonesien, Südafrika und die Schweiz. In Heidelberg promovierte sie 1998 mit einer Dissertation zum Thema „Immunologische Effekte von Akupunktur als ergänzende Therapie bei Asthma bronchiale“.
Ihre Weiterbildung zur Fachärztin für Allgemeinmedizin absolvierte sie in den Jahren 1997 bis 2003  an  der Medizinischen Klinik I der Universität Erlangen-Nürnberg sowie in einer Chirurgischen und in einer Hausärztlichen Praxis in Karlsruhe. 2004 erwarb sie die Zusatzbezeichnung Naturheilverfahren und 2010 die Zusatzbezeichnung Akupunktur. Von 2004 bis 2014 war sie wissenschaftliche Mitarbeiterin in der Abteilung Allgemeinmedizin und Versorgungsforschung des Universitätsklinikums Heidelberg, ab 2008 als Stellvertretende Leiterin und Leitende Oberärztin. Sie übernahm außerdem die wissenschaftliche Koordination des Kompetenzzentrums Allgemeinmedizin Baden-Württemberg. 2010 habilitierte sie sich im Fach Allgemeinmedizin mit einer Arbeit zum Thema „Stellenwert von Komplementärmedizin in der Primärversorgung – Evaluation von Nutzen, Patientensichtweisen und ärztlicher Expertise“.
2013 wurde Joos von der Universität Heidelberg zur außerplanmäßigen Professorin ernannt. Zum Januar 2015 folgte sie einem Ruf der Universität Tübingen auf den neuen Lehrstuhl für Allgemeinmedizin. Dort ist sie seither ärztliche Direktorin des neu gegründeten Instituts für Allgemeinmedizin und interprofessionelle Versorgung. Sie leitet außerdem das 2019 gegründete Zentrum für öffentliches Gesundheitswesen und Versorgungsforschung Tübingen (ZÖGV).
Joos‘ Arbeitsschwerpunkte sind die Arzt-Patienten-Interaktion, Ausbildungs- und Weiterbildungsforschung, Interprofessionelle Zusammenarbeit und Komplementärmedizin. Ihr besonderes Interesse an der Komplementärmedizin zeigte sich schon in ihrer Promotionsarbeit zu Akupunktur bei Asthma und später in ihrer Habilitationsschrift zur Komplementärmedizin. Seit Anfang 2021 leitet sie ein Programm, das die Beratung von Krebspatienten im Bereich Komplementäre Medizin und Pflege an den vier Krebszentren Baden-Württembergs erforschen soll.
Sie ist Mitglied in der Deutschen Gesellschaft für Allgemeinmedizin und Familienmedizin (DEGAM), dort gehört sie zum erweiterten Präsidium und ist Sektionssprecherin Forschung. Joos gehört außerdem verschiedenen Gremien und Beiräten u. a. der deutschen Krebshilfe an.
Zum 1. Februar 2023 wurde Joos durch Gesundheitsminister Lauterbach in den Sachverständigenrat zur Begutachtung der Entwicklung im Gesundheitswesen berufen.